# كلاوديو غوزمان
كلاوديو غوزمان (بالإسبانية: Claudio Guzmán؛ بالإنجليزية: Claudio Guzmán) هو منتج تلفزيوني ومخرج فني ومخرج تشيلي وأمريكي، ولد في 2 أغسطس 1927 في تشيلان في تشيلي، وتوفي في 12 يوليو 2008 في لوس أنجلوس في الولايات المتحدة.

## وصلات خارجية
- كلاوديو غوزمان على موقع IMDb (الإنجليزية)
- كلاوديو غوزمان على موقع قاعدة بيانات الفيلم (الإنجليزية)